# Boston Consulting Group
Pour les articles homonymes, voir Boston (homonymie) et BCG.
Le Boston Consulting Group (BCG) est un cabinet international de conseil en stratégie. Créé à Boston en 1963 par Bruce Henderson, il compte plus de 100 bureaux dans 50 pays en 2022.
Le BCG est considéré comme l'un des trois cabinets de conseil en stratégie les plus prestigieux du monde. Ses entretiens sont réputés comme étant extrêmement sélectifs.
Le PDG actuel est Christoph Schweizer.

## Historique
L'entreprise s'est formée en 1963 quand Bruce Henderson, ancien élève de Harvard Business School, prend la direction d'une nouvelle division « Conseil » de la Boston Safe Deposit and Trust Company. En 1973, le bras droit d'Henderson Bill Bain (en) et d'autres collaborateurs quittent le BCG pour créer Bain & Company et, deux années plus tard, Bruce Henderson met en place un plan d'actionnariat des employés, pour que ces derniers puissent rendre l'entreprise indépendante de la Boston Safe Deposit and Trust Company. C'est en 1979 que s'achève le rachat de toutes les parts et que le cabinet est alors organisé en partnership,.
En 1968, le BCG a créé la « matrice croissance / part de marché », un graphique simple visant à aider les entreprises à décider de l'allocation de liquidités entre leurs différentes activités.

## Implantations à Paris
Le bureau de Paris, ouvert en 1973, compte en 2018 près de 600 consultants qui travaillent dans les domaines d'expertise du BCG (aéronautique, finance, industrie 4.0, retail, santé, technologie et numérique, etc.). Le bureau de Paris est l’un des principaux du réseau. Le directeur du bureau parisien est Olivier Scalabre, centralien.
- L’Innovation Center for Operations[10], l’usine du BCG en région parisienne depuis octobre 2016. Elle se compose de deux lignes de production équipées des technologies numériques pour communiquer sur les principes du manufacturing 4.0[11]. Cette usine a accueilli plus de 2 000 clients[12]depuis son lancement.
- Digital Immersion Center : Centre spécialisé dans le numérique.
- BCG Digital Ventures[13] qui accompagne la création de startups.
- BCG GAMMA[14] orienté sur la data science et l’intelligence artificielle dont des data scientists[15].
- BCG Platinion[16]employant des équipes spécialisées dans le numérique : ingénieurs IT, développeurs…

## Recrutement
BCG recrute généralement pour un poste d'associé ou de consultant, dans les meilleurs collèges de premier cycle, les programmes d'études supérieures et les écoles de commerce.

## Controverses

### Renault
Un article du Monde raconte comment, en 2018-2019, le BCG a « pris les commandes » du groupe Renault, une période de crise pour le groupe marqué par l'arrestation du PDG Carlos Ghosn. L’ampleur et le poids de la présence du BCG étaient contestés en interne.

### Australie
En septembre 2023, le BCG a été accusé par le Sénat australien d'avoir noué des relations informelles avec des députés pour obtenir un contrat de 880.000 dollars dont l'intérêt n'a pas été démontré. Le cabinet de conseil rejette les accusations à ce sujet.

### Angola
Un article du New York Times publié en janvier 2020 identifie le Boston Consulting Group comme ayant travaillé avec Isabel dos Santos, qui a exploité les ressources naturelles de l’Angola alors que le pays souffre de pauvreté, d’analphabétisme et de mortalité infantile. Selon l’article, le BCG aurait été contracté par la compagnie pétrolière publique angolaise Sonangol ainsi que par la société de luxe De Grisogono, détenue par le mari d'Isabel dos Santos, par l’intermédiaire de sociétés écrans au Luxembourg, à Malte et aux Pays-Bas ; le BCG aurait été payé par l’intermédiaire de sociétés offshore basées à Malte. Milliardaire, Isabel dos Santos est la fille de l'ancien président angolais José Eduardo dos Santos.
En janvier 2023, la police portugaise a perquisitionné les bureaux du BCG et de PwC à la suite de soupçons de corruption en lien avec Isabel dos Santos.

### Arabie saoudite
Le New York Times rapporte également que le Boston Consulting Group est l’un des cabinets de conseil, avec McKinsey et Booz Allen, aidant le prince Mohammed ben Salmane à consolider son pouvoir en Arabie saoudite.
En juin 2021, le BCG s’est impliqué en Arabie saoudite pour un autre projet, où il a été embauché pour examiner la faisabilité pour le pays d’accueillir la Coupe du monde de football en 2030. Les efforts de l’Arabie saoudite pour organiser certains des événements sportifs les plus importants ont été largement critiqués par des groupes de défense des droits de l’homme, citant le rôle du royaume dans la mort de milliers de civils dans la guerre au Yémen et son implication dans le meurtre de Jamal Khashoggi en 2018.
Palestine
Le BCG aurait, à la demande du gouvernement de Netanyahou, réalisé une étude sur les implications d’une « reconstruction incluant le départ de 25 % de la population gazaouie.

## Charte graphique
| Ancien logo du BCG (jusqu'en 2018) |
| Ancien logo (jusqu'en 2018).       |

| Ancien logo alternatif du BCG (jusqu'en 2018) |
| Variante (jusqu'en 2018).                     |

| Logo actuel du BCG (depuis 2018) |
| Logo actuel (depuis 2018).       |

| Logo alternatif du BCG (depuis 2018) |
| Variante (depuis 2018).              |